# Румболово
Ру́мболово (фин. Rumpali) — микрорайон Всеволожска, находится в северной части города, один из наиболее старых исторических районов города.

## Геологические особенности
Расположен на Румболовско-Кяселевской островной, холмисто-камовой возвышенности, сложенной песками, валунными супесями и суглинками.

## Географическое положение
Расположен вдоль края возвышенности в северной части Всеволожска на территории ограниченной с севера дорогой 41К-064 — Дорога жизни, с запада микрорайоном Всеволожск, с юга микрорайоном Мельничный Ручей, с востока микрорайоном Отрада и жилым массивом Деревня Хаккапеллита. Высота центра микрорайона — 58 м.
| Ближайшие микрорайоны          | Ближайшие микрорайоны  | Ближайшие микрорайоны                |
| ------------------------------ | ---------------------- | ------------------------------------ |
| Северо-запад: ЦРБ              | Север: Сельхозтехникум | Северо-восток: Деревня Хаккапелиитта |
| Запад: Всеволожск, Котово Поле |                        | Восток: Отрада                       |
| Юго-запад: Всеволожск          | Юг: Мельничный Ручей   | Юго-восток: Мельничный Ручей, Отрада |

## Название
Название происходит от финского rumpali — барабанщик.

## История
Деревня Румболово впервые упоминается в составе мызы (имения) Рябово в документах начала XVIII века. Согласно ревизским сказкам в 1720-е годы в деревне Румболово числилось 8 человек мужского пола, а в 1740-е годы — 12 человек.
Деревня Rumbali упоминается в наиболее старых из сохранившихся церковных регистрационных книгах Колтушского лютеранского прихода начиная с 1745 года.
Картографическое упоминание деревни Румболово происходит в 1770 году, это селение «Румполово» на карте Санкт-Петербургской губернии Я. Ф. Шмидта.
В XVIII веке деревня «Большая Румпола» входила в состав мызы Рябово вместе с другими деревнями: Бабино, Углово, Корнево, Кяселево, Рябове (Рябово), Пугарево, Коккорево (Большое Пугарево) и деревней Мельница на Мельничном ручье. Была ещё деревня «Малая Румпола» — современное Щеглово.
Через деревню проходил последний отрезок древнего тракта из Колтуш в Рябово, сейчас это улица Дорожная.
Рябовский лютеранский приход (Ряяпювя) был основан в 1685 году. В конце Румболова, у пересечения с дорогой на Санкт-Петербург, на земле, подаренной бароном Иваном (Иоганном) Юрьевичем Фридриксом (Фредериксом), была возведена 400-местная деревянная кирха в честь святой Регины, его окормлявшая.
Освящение кирхи состоялось 7 сентября 1778 года. В 1808 году Рябовский лютеранский приход был объединён с Колтушским.
Согласно «Карте окружности Санкт-Петербурга» 1817 года деревня называлась Румбалова и насчитывала 8 крестьянских дворов.
В 1818 году, вместе с мызой Рябово, Румболово купил представитель старинного дворянского рода Всеволожских — Всеволод Андреевич Всеволожский.

РУМБАЛОВА — деревня, принадлежит наследникам покойного действительного камергера Всеволода Всеволожского, жителей по ревизии 40 м. п., 46 ж. п.;

В оной: кирка деревянная Евангелическо-Лютеранского прихода. (1838 год)

На этнографической карте Санкт-Петербургской губернии П. И. Кёппена от 1849 года она обозначена как деревня «Rumbali», расположенная в ареале расселения савакотов. В пояснительном тексте к этнографической карте указано количество её жителей на 1848 год: савакотов — 29 м. п., 32 ж. п., финнов — 14 м. п., 9 ж. п., всего 84 человека.

РУМБАЛОВА — деревня, г. Всеволожского, 15 дворов, 30 душ м. п. (1856 год)

Число жителей деревни по X-ой ревизии 1857 года: 35 м. п., 41 ж. п..
Согласно «Топографической карте частей Санкт-Петербургской и Выборгской губерний» в 1860 году деревня Румболово насчитывала 13 дворов.
В 1862 году деревню, как и всю Рябовскую волость, поразила эпизоотия — массовый падёж скота, к которому добавился неурожай из-за выпавшего 9 сентября снега.

РУМБОЛОВО — деревня владельческая, при колодцах; 14 дворов, жителей 35 м. п., 41 ж. п. (1862 год)

В 1879—1880 годах временнообязанные крестьяне деревни Румболово выкупили свои земельные наделы у Е. В. Всеволожской.
Согласно подворной переписи 1882 года в деревне проживали 15 семей, число жителей: 42 м. п., 38 ж. п., лютеране: 41 м. п., 38 ж. п., разряд крестьян — собственники, а также пришлого населения 11 семей, в них: 19 м. п., 18 ж. п., лютеране: 18 м. п., 18 ж. п..
В 1885 году деревня снова насчитывала 13 дворов.
В 1895 году, согласно карте Шлиссельбургского уезда, деревня Румболово насчитывала 19 крестьянских дворов.

РУМБОЛОВО — деревня, на земле Румболовского сельского общества при земском тракте из Колтушской волости в Рябовскую, вблизи соединения его с земским трактом из этой последней волости на СПб. 

ПОСЁЛОК АРЕНДАТОРОВ — при деревне Румболово, при просёлочной дороге 5 дворов, 15 м. п., 18 ж. п., всего 33 чел. (1896 год)

В деревне Румболово находилась дача ученика И. Е. Репина, художника Михаила Филипповича Иванова (1869—1939). Здесь он создал самую известную из своих картин «Ответа жду» (1900). Натурой ему послужили окрестные избы и местные ингерманландские крестьяне. 
В конце XIX — начале XX века деревня административно относилась к Рябовской волости 2-го стана Шлиссельбургского уезда Санкт-Петербургской губернии.
В 1902 году на Всероссийской кустарно-промышленной выставке в Таврическом дворце от Рябовской волости Шлиссельбургского уезда были представлены «шерстяные материи, кушаки, шёлковые одеяла, кружева и пр.» сработанные Анной Семёновной Паюне из деревни Румболово. 
В 1905 году в деревне Румболово размещалась Рябовская конно-почтовая станция на десять лошадей. Обслуживались маршруты: в Токсово (23 версты) и в Колтуши (12 вёрст). Оплата составляла 3 копейки с лошади и версты. Содержал станцию П. С. Паюне.
Владелицей деревни Румболово с 1887-го и до 1906 года, была Елена Васильевна Всеволожская, жена основателя города Всеволожска — Павла Александровича Всеволожского. Последней же владелицей деревни до революции была Лидия Филипповна Всеволожская.
В 1908 году Рябовский лютеранский приход вновь стал самостоятельным, а 4 января 1909 года получил собственного священника. Румболово тогда состояло из 30 дворов.
- Деревня Румболово. 1911 год
- Кирха Рябовского лютеранского прихода. 1911 год
- Дом художника Иванова. 1912 год
- Рябовский пасторат. 1931 год.
 В 1930-е годы в нём размещалась начальная школа

В 1913 году кирху капитально отремонтировали. Население деревни было исключительно финским.
Все пасторы кирхи в деревне Румболово: Микаэль Топпелиус (1779—1782), Эзаисас Коландер (1782—1787), Карл Хягерман (1788—1793), Хенрик-Йохан Линдстен (1793—1794), Йохан Сален (1794—1801), Хенрик Орландер (1802—1808), Отто-Александер Лоухелайнен (1908—1909, 1913), Абель-Фабиан Раунио (1909—1913), Арно Сонка (1913—1914), Селим Ялмари Лауриккала (1914—1937).
Селим Ялмари Лауриккала (1882—1957), генеральный пробст, исполняющий обязанности епископа епархии, руководитель финской консистории с 1924-го по 1937 год, был пастором Рябовского прихода (фин. Rääpyvä) с 08.01.1914 по 27.04.1937 год. Сейчас его имя носит теологический институт Евангелическо-лютеранской церкви Ингрии в деревне Колбино.
Число прихожан в 1848 году составляло 937 человек, в 1910 году — 2171 человек, в 1917 году — 2372 человека, а в 1928 году — 2460 человек.
В 1914 году Рябовской земской конно-почтовой станцией заведовал Я. Д. Штейнмиллер.
По данным Рябовского продовольственного комитета на начало 1918 года в деревне проживали 187 человек.
По сведениям Рябовского волостного совета в феврале 1921 года в деревне насчитывалось 165 жителей, в апреле — 136, в декабре — 156. Деревня состояла из 33 дворов.
По данным краеведов Солохина Н. Д. и Венцеля И. В. в 1924 году население деревни составляло 140 человек, в деревне жили 43 семьи, в их владении находились 68 коров и 34 лошади. С другой стороны, по данным расположенного в Румболово пастората, в конце 1924 года в деревне проживали 98 мужского и 100 женского пола, всего 198 прихожан Рябовской лютеранской церкви.

РУМБАЛОВО — деревня Румбаловского сельсовета, 44 хозяйства, 198 душ.
Из них русских — 5 хозяйств, 10 душ; финнов-ингерманландцев — 35 хозяйств, 176 душ; финнов-суоми — 3 хозяйства, 11 душ; эстов — 1 хозяйство, 1 душа. (1926 год)

В том же 1926 году был организован Румбаловский финский национальный сельсовет, население которого составляли: финны — 682, русские — 126, другие нац. меньшинства — 20 человек. В состав сельсовета вошли деревни: Кясселево Верхнее, Кясселево Нижнее, Отрада, Пугарево Большое, Пугарево Малое, Румбалово и учхоз Рябово.
- Деревня Румболово на карте 1928 года
- Деревня Румболово на карте 1931 года

Согласно топографической карте РККА 1931 года деревня насчитывала 28 дворов.
В октябре 1931 года, когда в соседнем Рябове был закрыт православный храм Спаса Нерукотворного, над семейным захоронением Всеволожских надругались, их гробы вынесли из склепа и бросили на улице в открытом виде.
Кощунство продолжалось всю зиму, люди боялись подойти к гробам, что бы не быть обвинёнными в симпатиях к старой власти. Лишь весной, несколько финских девушек из соседней Романовки, перенесли через дорогу и похоронили останки Елены Васильевны Всеволожской и Павла Александровича Всеволожского, на лютеранском кладбище у кирхи на Румболовской горе.
По административным данным 1933 года деревня Румболово относилась к Романовскому финскому национальному сельсовету Ленинградского Пригородного района.
В 1937 году Рябовский лютеранский приход был ликвидирован, кирха в Румболове закрыта и передана под клуб Всеволожского сельхозтехникума, а затем разрушена.
В 1938 году население деревни Румболово, совместно с деревней Отрада, насчитывало 470 человек, из них русских — 200 человек, финнов — 270 человек.
Финский национальный сельсовет был ликвидирован весной 1939 года.

РУМБАЛОВО — деревня Романовского сельсовета, 461 чел. (1939 год)

До 1942 года — место компактного проживания ингерманландских финнов.
В годы войны по северной окраине Румболова проходила Дорога жизни. Старое лютеранское кладбище стало местом погребения всех погибших во время блокады.
В 1963 году после объединения нескольких деревень и посёлков в один город Всеволожск Румболово вошло в черту города.
В советские годы в Румболове находились: Всеволожский «Дом пионеров», юннатская станция, спортивная база ДСО «Локомотив» (лыжные гонки, двоеборье, прыжки с трамплина, слалом).

## Административное подчинение
- с 1 марта 1917 года — в Румболовском сельсовете Рябовской волости Шлиссельбургского уезда.
- с 1 февраля 1923 года — в Румболовском сельсовете Рябовской волости Ленинградского уезда.
- с 1 февраля 1924 года — в Румболовском сельсовете Ленинской волости.
- с 1 августа 1927 года — в Румболовском сельсовете Ленинского района Ленинградского округа.
- с 1 июля 1930 года — в Румболовском сельсовете Ленинградского Пригородного районаЛенинградской области.
- с 1 августа 1931 года — в Романовском сельсовете Ленинградского Пригородного района
- с 1 августа 1936 года — в Романовском сельсовете Всеволожского района.
- с 1 января 1939 года — во Всеволожском поссовете Всеволожского района.
- с 1 февраля 1963 года — в составе города Всеволожска[43].

## Современность
В Румболове с 1950-х годов находится дважды реконструированный лыжный трамплин для прыгунов и двоеборцев. На нём в 1958 году начинал заниматься спортом почётный житель Всеволожска, Олимпийский чемпион по прыжкам с трамплина в Гренобле, Владимир Белоусов.
В 1990-е годы на этом трамплине проводились всероссийские соревнования молодых прыгунов с трамплина на кубок Владимира Белоусова.
На кладбище в Румболове расположены памятники: воинам-интернационалистам, воинам, погибшим в Чечне, ликвидаторам аварии на ЧАЭС, героям Великой Отечественной войны.
На лютеранском кладбище в Румболове похоронены: основатель города Всеволожска — Павел Александрович Всеволожский и его жена Елена Васильевна Всеволожская — основательница всеволожской Центральной районной больницы.
Сейчас в микрорайоне помимо активного коттеджного строительства, ведётся строительство многоэтажного муниципального жилья.
- Трамплин в Румболове. 2009 год
- Лютеранское кладбище — место вторичного захоронения П. А. и Е. В. Всеволожских. 2015 год
- Лютеранское кладбище — место вторичного захоронения П. А. и Е. В. Всеволожских. 2023 год

## Известные жители
- Иванов, Михаил Филиппович (1869—1939) — художник, ученик И. Е. Репина[27].
- Михкиев, Артур Иванович (14.10.1933) — ботаник-растениевод, кандидат биологических наук, заведующий лабораторией Института биологии Карельского научного центра Российской академии наук. Заслуженный деятель науки Карельской АССР[55].